# Doulos Phos (schip, 1914)
De Doulos Phos was tot eind 2009, onder de naam MV Doulos, het oudste nog varende passagiersschip ter wereld.
Het schip is op dit moment eigendom van Eric Saw, een christelijke zakenman uit Singapore, met het doel om er een conferentiecentrum van te maken. Tegenwoordig is het een hotel. Eerder was het schip eigendom van de Duitse liefdadigheidsinstelling GBA Ships (GBA staat voor Gute Bücher für Alle, Goede Boeken voor Allen) en werd het gebruikt als varende boekwinkel.
De Doulos voer onder Maltese vlag en was eerder bekend onder de namen: SS Medina, SS Roma en MS Franca C.

## Geschiedenis

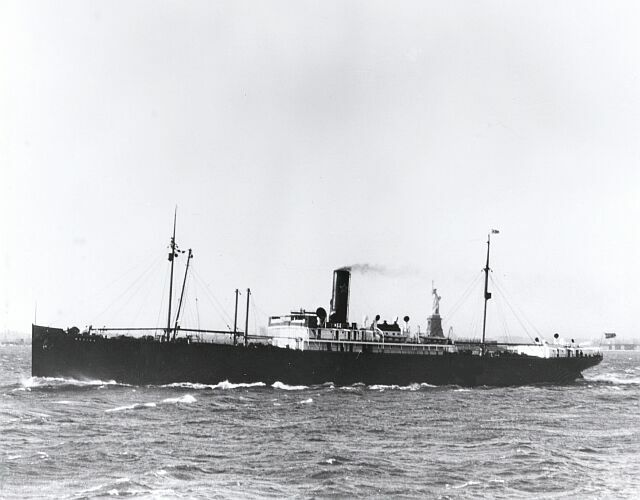
SS Medina in New York (1914)

### Vrachtschip
De SS Medina is gebouwd in 1914 door de Newport News Shipbuilding and Dry Dock Company in opdracht van de Amerikaanse Mallory Steamship Company. Het werd gebruikt als vrachtschip op de lijn Europa – Verenigde Staten. Tijdens de Tweede Wereldoorlog was de Medina in dienst van de United States Coast Guard.

### Passagiersschip
In 1948 werd het schip gekocht door het Panamese Naviera San Miguel SA en omgedoopt tot Roma. Het werd een passagiersschip met hutten voor 287 passagiers en slaapzalen voor nog eens 694 mensen.
Naviera San Miguel verkocht de Roma in 1952 aan het Italiaanse Linea Costa. Hier werd het stoomschip omgebouwd tot motorschip en omgedoopt tot Franca C en ingezet als passagiersschip op de lijn Italië – Argentinië. In 1959 werd het aangepast tot cruiseschip en vanaf dat moment gebruikt voor cruises op de Middellandse Zee.

### Zendingsschip
In 1977 kocht Gute Bücher für Alle de Franca C en gaf het de naam Doulos. Dit is Grieks voor slaaf of dienaar. De bemanning bestond uit vrijwilligers van zendingsorganisatie Operatie Mobilisatie en het schip deed wereldwijd havens aan om mensen gebruik te laten maken van de boekwinkel.
De Doulos was vervolgens tot eind 2009 de grootste varende boekwinkel ter wereld. Doorgaans had het schip 3000 tot 5000 boeken op de planken liggen en nog eens een half miljoen op voorraad.
In november 2009 maakte Operatie Mobilisatie bekend dat de Doulos, die op dat moment voor onderhoud en inspectie in Singapore lag, op 31 december 2009 uit de vaart zou worden genomen. De kosten voor het weer zeewaardig maken van het schip waren te hoog geworden. Aan een periode van 95 jaar op zee, waarvan 32 in dienst van de zending, kwam een einde.

### Conferentiecentrum
Op 18 maart 2010 is de Doulos verkocht aan Eric Saw, een christelijke zakenman uit Singapore, met het doel om er een conferentiecentrum van te maken. Door deze verkoop is het schip gered van de schroothoop. In een persbericht van 18 maart 2010 meldde Saw ook dat hij de naam van het schip wil veranderen in Doulos Phos. "Phos" betekent "Licht". Deze toevoeging is ontleend aan een bijbeltekst uit Jesaja 49 vers 6: ...Ik zal je maken tot een licht voor alle volken...

### Hotelschip
In September 2013 is de Doulos Phos versleept naar Batam, Indonesië
, waar het schip is omgebouwd voor haar bestemming als hotelschip. Eind 2015 is het schip vervolgens drooggelegd in Bintan Indonesië om deel uit te maken van Bintan Resorts.